# Everybody (Tanel Padar e Dave Benton)
Everybody è un singolo dei cantanti estoni Tanel Padar e Dave Benton, pubblicato nel 2001.
La canzone, in collaborazione del gruppo 2XL, ha vinto come rappresentante dell'Estonia, l'Eurovision Song Contest 2001 tenutosi a Copenaghen.

## Descrizione
Il testo della canzone è stato scritto da Maian Kärmas, mentre la musica è stata composta da Ivar Must. Il testo è in lingua inglese.
Il brano ha vinto l'ESC 2001 ottenendo in finale il punteggio di 198 punti.

## Classifiche
| Classifica (2001) | Posizione massima |
| ----------------- | ----------------- |
| Belgio (Fiandre)  | 53                |
| Belgio (Fiandre)  | 64                |
| Germania          | 99                |
| Paesi Bassi       | 64                |
| Svezia            | 12                |